# 南宮問天
南宮問天，是香港漫畫家黃玉郎所創作香港武俠漫畫《神兵玄奇》之主角。為人正直不阿，嫉惡如仇。女媧傳人，一生負著守正辟邪之使命，成為武林神話，守護神州大地。故事發展到中後期，南宮問天所遇上的種種事件歷練，亦隨着武功提升及心態上的轉變，已由傳統正派盟主，昇華至接近神的半神境界。

## 身世
南宮問天是南宮世家家主南宮逸與側房火玉燕所生的長子。在小時候，因為天地盟強攻南宮世家的關係，加上母親難產而死，導致他與妹妹南宮問菜陷入危險當中。身在天地盟中的外公玉法王私下把他們倆兄妹帶走，交給北冥世家廚房中當僕人的好友三叔撫養。所以南宮問天從小在以鑄造兵器為生的北冥世家長大，練就他一身打鐵與燒菜的好本事。

## 感情
一生最愛是共度患難的卓鐵心。

## 身份
女媧傳人、天晶之主、武林神話、武林盟主、天地盟主、南宮家主。

## 家族
祖輩
祖父(南宮無敵)、叔公(南宮無畏)、外公(玉法王)
父輩
父親(南宮逸)、母親(火玉燕)、二叔(南宮飄)、姑姑(南宮月)、岳父(神算子/卓不凡、北冥正)、岳母(東方雄)、養父(三叔)
同輩
妹妹(南宮問菜)、妹夫(武勇)、堂兄(南宮鐵膽)、大舅(北冥雷)
妻室
正妻(鐵心)、平妻(北冥雪)
兒女
兒子(南宮太平)、女兒(南宮凝香)、外甥(靈龍)
紅顏知己
靈劍子
師父
北冥正、悟法神僧、滅穹蒼

## 專長
自稱燒菜第一，打鐵第二，武功第三。

曾經幫武勇鑄造超神兵恨魂，為玄天邪帝溶解神器天令,重鑄一對刀劍魔神器。

## 奇能
天眼破兵
天生具有可以看穿一般兵器最脆弱一點的能力。
綠臂奇力
小時候，外公玉法王把天晶精華--『綠珠』縫入左手手臂，讓他左手手臂力大無窮。
天晶神甲
借於天晶奇能，可把奇能覆蓋全部身體形成晶狀鎧甲。
鳳凰之心
敗於異魔.牛郎之手，被其毀壞心臟。被偽神吳剛與嫦娥贈於天神兵『鳳凰』精元修復心臟，成為半神之軀。(原本設定是真神，可參照當時困於夔·帥樹幹中的神農氏，捨身解救把新生神農尺給眾人醫治，可看出當時的神農氏是真神，否則怎麼操控神農尺解體治病?但是後來卻更改設定樹幹皆為眾妖化偽神，衍伸出問天成為半神的鳳皇之心竟然是天魔之睛夔•帥（魔•帥）為十全魔兵誕生提供負面感情而給的後續問題。此問題直到神兵問天漫畫對決曹操時被敗，才改由女媧賜給)

## 武功
- 天外逍遙篇

| 天外逍遙篇 北冥世家家傳神功。 第一篇–氣游天地 第二篇–意守乾坤 第三篇–神馳物外 第四篇–逍遙無極 |

- 菩提證法神功

| 菩提證法神功 神功分为五大禅次，各有一方守护神作招式配合，威力千变万化，惊天动地。 紅菩提(文殊天尊) - 六道萬行御風雲：氣柔卸禦千均之攻勢、萬斤之重物，能藉力打力，以彼之矛攻彼之盾。 黃菩提(千手觀音) - 觀音千手震乾坤：拳出迷踪難以捉摸，力雄如雷足可開山破土，震勁裂人骨肉，碎五臟毀六腑。 藍菩提(孽海龍王) - 神龍現爪誅妖魔：力聚十指爪勁猛似蛟龍翻江倒海，無堅不摧，分筋錯骨，挖腸破腦。 黑菩提(忿怒明王) - 雷霆忿怒破虛空：全身功力聚點腳尖踢出，快、狠、準、雷霆萬鈞殺力擋者披靡。 紫菩提(大日如來) - 四方如來氣無量：勁雄如烈陽，發出萬丈佛光莊嚴不可侵犯，雙掌推出排山倒海氣勁，威力震天破地，妖懼魔驚。 |

- 天晶劍訣

| 天晶劍訣 夫物極必反、剛強易折、過猶不及；赫赫神兵，全力施為，必將敵我盡亡…當參太極、兩儀、四象、八卦至理，化整為零，分一作八，則人力能及，相輔相成生生不息！穹蒼萬物，一一入劍，掌日月、持天地、呼風火，喚電光，天人合一，戰無不勝，是謂天晶劍訣！ 光之劍訣 - 光耀眾生(口訣：瞎眼目，暗無天日，不見五指。) 電之劍訣 - 電閃雷轟(口訣：徐緩慢，一日三秋，度日如年。) 火之劍訣 - 火鳳翱翔(口訣：冷霜寒，冰封千里，凍徹心肺。) 風之劍訣 - 風行萬里(口訣：終停止，守株待兔，不動如山。) 地之劍訣 - 地蘊無窮(口訣：廣深藏，豐饒寶庫，采之不竭。) 天之劍訣 - 天龍潛影(口訣：無常變，霧霏雲斂，飄逸不定。) 月之劍訣 - 月煌虛引(口訣：玄陰凝，圓缺連環，晶芒匯聚。) 日之劍訣 - 日照無華(口訣：灸炎極，華光萬丈，普照天地。) |

- 心劍神訣

| 心劍神訣 南宮世家家傳劍訣。問天只會前七式 心高.劍翔 心狠.劍疾 心冷.劍銳 心清.劍靈 心怒.劍激 心雄.劍猛 心仁.劍皇 心忘.劍神 |

- 神魔同體訣

| 神魔同體訣 第一式 - 善惡聚 第二式 - 正邪會 第三式 - 神魔合 |

- 天心劍勢

| 天心劍勢 天情劍柔 天靈劍幻 天怒劍絕 天愁劍亂 天道劍淵 天仁劍極 |

- 鳳皇神罡

| 鳳皇神罡 結合鳳皇無窮無盡的烈火與操制自如的控水所創的神功，只有南宮問天可以使用。 火鳳燎原 火翼天翔 振翅飛揚 鳳鳴朝陽 涅槃再生 鳳鳴衝天 火翼亂舞 鳳凰涅槃 不滅鳳凰勢 不滅鳳凰斷 |

- 如來神掌(天子傳奇四之大唐威龍裡的版本。)

| 如來神掌 天子傳奇四之大唐威龍裡的版本。 第一式–佛光初現 第二式–金頂佛燈 第三式–佛動山河 第四式–佛問迦藍 |

- 極速移形
- 無心之射
- 仿七大限
- 仿誅仙噬魂棍法
- 仿十方奇招
- 正宗六神訣

| 正宗六神訣 觀音亂影/亂世 羅漢卸兵/卸勁/卸嶽 金剛解肌/解甲 雷神疾電 菩薩滅道/頂 如來破極 |

## 兵器
綠玉戒刀(地神兵)
奔雷刀（地神兵）
神農尺(天神兵)
虎魄(天神兵)
神舞(天神兵)
帝恨(魔兵)
鳳皇之心(天神兵)
十方俱滅(天神兵)
星宿劫（魔兵）
天晶(天神兵)
息壤鑄兵(可用息壤鑄成所有看過的神魔兵器，加於『綠珠奇力』與『鳳皇之心』模仿其神能。)

## 交通工具
女媧星槎
大禹龍舟

## 出現於漫畫作品
《神兵玄奇》
《神兵玄奇2》
《神兵玄奇3》
《神兵玄奇3.5》
《神兵前傳1之巔峰終戰》
《神兵前傳2之不滅傳說》
《神兵前傳3之亂世英雄》
《神兵前傳4之玄天邪帝》
《神兵前傳5之萬神之神》
《神兵玄奇F–清末篇》
《神兵玄奇F2–二戰篇》
《神兵問天》
《皇朝君臨》